# Aka cachacrouensis
Aka cachacrouensis är en svampdjursart som först beskrevs av Rützler 1971.  Aka cachacrouensis ingår i släktet Aka och familjen Phloeodictyidae.
Artens utbredningsområde är Dominica. Inga underarter finns listade i Catalogue of Life.